# 小虢
小虢国（しょうかく）は、西虢の東遷後、故地に建国された、西虢の庶族の諸侯国。紀元前687年、秦の武公によって滅亡した。『史記正義』が引く『輿地志』の記載によると、遊牧民族が西虢の故地を占領して、建立した国家とある。しかし、張筱衡はこの説に否定的な意見である。